# تعطیلی دولت در ایالات متحده آمریکا در ۲۰۱۳
تعطیلی دولت فدرال ایالات متحده در ۲۰۱۳ بازه‌ای از فعالیت کاهش یافتهٔ دولت به دلیل مناقشات سیاسی بین رییس جمهور دمکرات، باراک اوباما و سنای تحت کنترل دمکرات‌ها از یک سو و مجلس نمایندگان تحت کنترل جمهوریخواهان از سوی دیگر است. این مناقشات حول تأمین بودجه و پیاده‌سازی لایحه مراقبت مقرون به صرفه که به‌طور محاوره‌ای اوباماکر خوانده می‌شود، و دیگر اولویت‌های هزینه‌ای است. تعطیلی از ساعت دوازده و یک دقیقه صبح به وقت شرقی آمریکا در ۱ اکتبر ۲۰۱۳ با دستور اداره مدیریت و بودجه به تعطیلی سازمان‌های اجرایی آغاز شد. آخرین قانون مصوب کنگره بودجهٔ عملیات دولت را تا ۱ اکتبر تأمین می‌کرد. این اولین تعطیلی دولت فدرال آمریکا از زمان تعطیلی ۱۹۹۵ و ۱۹۹۶ تاکنون است.
قانون اساسی آمریکا همهٔ هزینه کردهای دولت را ملزم به تأیید قانونی توسط کنگره می‌کند. این لازم می‌دارد اکثریت اعضای هر دو مجلس نمایندگان و سنا و نیز رئیس‌جمهور آن را تأیید کنند. اگر هیچ اقتدار بودجه‌ای توسط کنگره تأمین نشود، هیچ پولی نمی‌تواند هزینه شود. این منجر به تعطیلی سازمان‌هایی ست که بودجه بهشان تعلق نگرفته‌است.
در ۳۰ سپتامبر، سنا چندین پیشنهاد دقیقهٔ آخری مجلس را که دولت را تا دسامبر تأمین بودجه می‌کرد ولی پیاده‌سازی بخش‌های مناقشه‌برانگیز لایحه مراقبت مقرون به صرفه را تأخیر و تغییر می‌داد رد کرد.
پیشتر دولت اوباما گفته بود که او قانونی را که بیشتر لایحه را تاخیر داده و مالیات را از ابزار پزشکی بردارد وتو خواهد کرد.

## اثرات
در جریان تعطیلی کارمندان غیرضروری دولت بیکار می‌شوند.